# Crossroads (televisieserie)
Crossroads was een Britse soapserie die tussen 1964 en 1988 op televisie te zien was. De serie ging over een fictief motel in de buurt van Birmingham, Engeland. Crossroads werd uitgezonden op Independent Television en werd geproduceerd door Associated Television en Central Independent Television. De soap werd tussen 2001 en 2003 in een vernieuwde uitvoering uitgezonden door Carlton Television.

## Rolverdeling
Acteurs die in meer dan 150 afleveringen verschenen waren:
| Acteur       | Personage        | Opmerkingen                         |
| ------------ | ---------------- | ----------------------------------- |
| Elsie Kelly  | Mrs.Tardebigge   | 325 afleveringen als schoonmaakster |
| Noele Gordon | Meg Mortimer     | 219 afleveringen als eigenares      |
| Susan Hanson | Diane Parker     | 201 afleveringen als gast           |
| Ronald Allen | David Hunter     | 196 afleveringen als mede-eigenaar  |
| Paul Henry   | Benny Hawkins    | 168 afleveringen als klusjesman     |
| Roger Tonge  | Sandy Richardson | 151 afleveringen als zoon van Meg   |